# Très Belles Heures du Jean de Berry
Le Très Belles Heures du Jean de Berry sono un codice miniato, considerato fra i massimi capolavori della pittura franco-fiamminga del XV secolo. Si tratta di un libro d'ore appartenuto al duca Jean de Berry e conservato oggi nella Biblioteca reale del Belgio.
Non va confuso con le Très riches heures du Duc de Berry, conservato al Museo Condé di Chantilly, né con le Ore di Torino, ugualmente appartenuto a Jean de Berry e conservato nel Museo civico d'arte antica di Palazzo Madama a Torino.

## Descrizione
Il manoscritto, in latino, è composto da 138 fogli in pergamena di 275 x 185 mm., scritti su due colonne di 18 righe.
Comprende 20 miniature a pagina intera e 17 capilettera miniati.
È organizzato in cinque capitoli:
- Ore della Vergine secondo l'uso di Parigi (ff.18-126)
- I sette salmi penitenziali (ff.130-148)
- Le litanie (ff.148-162)
- Le piccole ore della Croce (ff.164-201)
- L'ufficio dei defunti secondo l'uso di Parigi  (ff.202-266)

Il calendario è perduto.

## Storia del manoscritto

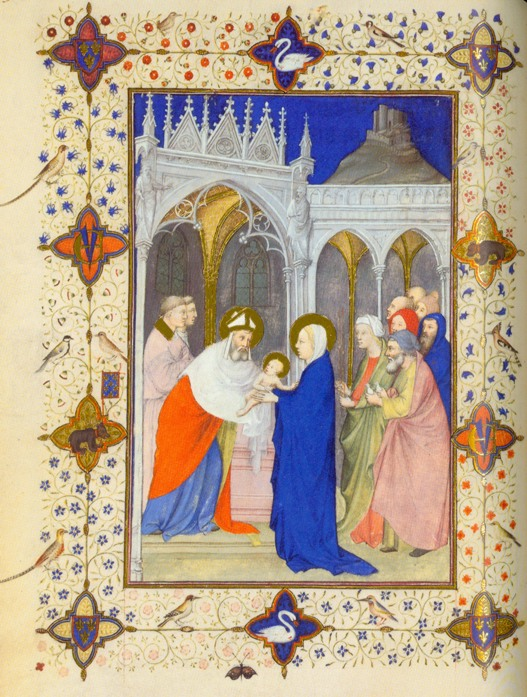
Très Belles Heures du Jean de Berry, ms. 11060-1 f49v, Presentazione al Tempio

L'inventario della collezione del Duca di Berry del 1402 cita: "un libro d'ore molto bello, riccamente miniato e istoriato per mano di Jaquemart de Odin". La citazione si riferisce verosimilmente a questo manoscritto e fornisce dunque una data prima della quale era già stato completato. L'attribuzione delle miniature è tuttavia messa in discussione da alcuni storici dell'arte. Il manoscritto di Bruxelles fu realisticamente commissionato da Jean de Berry, poiché il suo ritratto vi compare due volte, e numerose pagine sono decorate con le sue armi. Fu probabilmente donato in seguito a un duca di Borgogna, forse Giovanni senza Paura. È citato nell'inventario di Margherita di Baviera del 1424. Le tracce dell'opera si persero fino al 1842.
Le miniature furono realizzate da tre artisti diversi. Quelle in grisaille Vergine con il Bambino e Ritratto del duca di Berry in preghiera, su due fogli attigui, sono state attribuite da Léopold Delisle a André Beauneveu, che aveva già realizzato un salterio per Jean de Berry, poi a Jacquemart de Hesdin (citato come Jaquemart de Odin nell'inventario di Jean de Berry),  e infine a Jean d'Orléans, noto anche come il Maestro del paramento di Narbona.

Anche l'attribuzione delle altre 18 grandi miniature del manoscritto, che illustrano le ore della Vergine, le ore della Passione e l'Ufficio dei defunti, non è unanime fra gli storici dell'arte. Secondo Paul Durrieu è possibile vedervi la mano del Maestro di Boucicaut, per Millard Meiss quella di Jacquemard de Hesdin, mentre Albert Châtelet suggerisce possa trattarsi di suo cognato Jean Petit, noto anche come lo Pseudo-Jacquemart.

Un terzo miniatore è autore dei capilettera istoriati situati nelle pagine di fronte alle grandi miniature. È noto come Maestro delle iniziali di Bruxelles. Avrebbe iniziato la sua carriera alla fine del XIV sec. in un importante atelier di Bologna, per stabilirsi poi a Parigi, dove si adattò al gusto francese, pur mantenendo la tradizione degli ampi margini istoriati tipici dell'Italia del Nord.